# 久屋駅
久屋駅（ひさやえき）は、かつて愛知県名古屋市中区久屋町及び南外堀町（現三の丸三丁目内）にあった名古屋鉄道瀬戸線の駅（廃駅）である。

## 駅概要

### 概説
瀬戸線の外堀区間、現在の久屋橋のふもとあたりにあった駅である。栄町駅乗り入れ区間は、当駅跡のほぼ地下を走る。
現在の名古屋市営地下鉄名城線、桜通線の久屋大通駅とは、ともに久屋大通（駅存在当時の町名は、久屋町）に沿った位置にあるというだけで、まったく無関係である。

### サンチャインカーブ
久屋駅のすぐ東には、外堀の南東隅部の角に沿ったためにできたS字の急カーブ区間があり、曲線半径が60mだったことから、ヤード・ポンド法の3チェーン（1チェーンが約20m）からとって、サンチャインカーブなどと呼ばれていた。

## 歴史
- 1911年（明治44年）10月1日 -  瀬戸電気鉄道の駅として開設。
- 1939年（昭和14年） - 久屋橋のガントレット解消[1]。
- 1941年（昭和16年）2月24日 - 廃止。

## 隣の駅
名古屋鉄道（名鉄）
瀬戸線
本町駅 - 大津町駅 - （久屋駅） - （東大手駅） - 土居下駅